# Johann Grugger
Johann "Hans" Grugger (ur. 13 grudnia 1981 w Bad Hofgastein) – austriacki narciarz alpejski, wicemistrz świata juniorów.

## Kariera
Po raz pierwszy na arenie międzynarodowej pojawił się 25 listopada 1996 roku w Hochgurgl, gdzie w zawodach FIS Race zajął 59. miejsce w gigancie. W 2001 roku wystartował na mistrzostwach świata juniorów w Verbier, zdobywając srebrny medal w tej samej konkurencji. Na tych mistrzostwach był też między innymi szesnasty w zjeździe.
W zawodach Pucharu Świata zadebiutował 29 listopada 2003 roku w Lake Louise, zajmując siódme miejsce w zjeździe. Tym samym już w swoim debiucie wywalczył pierwsze pucharowe punkty. Na podium zawodów tego cyklu po raz pierwszy stanął 14 lutego 2004 roku w St. Anton, kończąc zjazd na trzeciej pozycji. W zawodach tych wyprzedzili go jedynie dwaj rodacy: Hermann Maier i Stephan Eberharter. Łącznie dziewięć razy plasował się w czołowej trójce, odnosząc przy tym cztery zwycięstwa: 29 grudnia 2004 roku w Bormio i 8 stycznia 2005 roku w  Chamonix wygrywał zjazdy, a 16 grudnia 2005 roku w Val Gardena i 11 marca 2007 roku w Kvitfjell był najlepszy w supergigantach. Najlepsze wyniki osiągnął w sezonie 2004/2005, kiedy zajął dziesiąte miejsce w klasyfikacji generalnej, a w klasyfikacji zjazdu był piąty.
Na igrzyskach olimpijskich w Vancouver w 2010 roku zajął 22. miejsce w zjeździe. Był też dziewiąty w tej samej konkurencji podczas mistrzostw świata w Bormio w 2005 roku.
W styczniu 2008 roku doznał poważnej kontuzji, zrywając więzadło krzyżowe tylne, uszkodzenia łąkotki i torebki stawowej, co wykluczyło go ze startów w dalszej części sezonu. Do rywalizacji miał powrócić w styczniu 2009 roku, jednak podczas jednego z treningów w Wengen odnowił kontuzję więzadła i łąkotki. W zawodach Pucharu Świata wystartował dopiero w listopadzie 2009 roku.
20 stycznia 2011 podczas treningu na trasie zjazdowej w Kitzbühel doznał ciężkich urazów głowy i klatki piersiowej. Natychmiast przeszedł operację w Innsbrucku, gdzie został wprowadzony w stan  śpiączki farmakologicznej. Po jedenastu dniach został wybudzony, jednak w kwietniu 2012 roku, wciąż nie odzyskawszy pełni sprawności w prawej nodze, postanowił zakończyć karierę.

## Osiągnięcia

### Igrzyska olimpijskie
| Miejsce | Dzień     | Rok  | Miejscowość | Konkurencja | Czas biegu | Strata | Zwycięzca     |
| ------- | --------- | ---- | ----------- | ----------- | ---------- | ------ | ------------- |
| 22.     | 15 lutego | 2010 | Vancouver   | Zjazd       | 1:54,31    | +1,50  | Didier Défago |

### Mistrzostwa świata
| Miejsce | Dzień    | Rok  | Miejscowość | Konkurencja | Czas biegu | Strata | Zwycięzca   |
| ------- | -------- | ---- | ----------- | ----------- | ---------- | ------ | ----------- |
| 9.      | 5 lutego | 2005 | Bormio      | Zjazd       | 1:56,22    | +1,30  | Bode Miller |

### Mistrzostwa świata juniorów
| Miejsce | Dzień    | Rok  | Miejscowość | Konkurencja | Czas biegu | Strata | Zwycięzca        |
| ------- | -------- | ---- | ----------- | ----------- | ---------- | ------ | ---------------- |
| 16.     | 5 lutego | 2001 | Verbier     | Zjazd       | 1:30,23    | +2,21  | Thomas Graggaber |
| DNS1    | 9 lutego | 2001 | Verbier     | Slalom      | 1:25,72    | -      | Stefan Kogler    |
| 2.      | 8 lutego | 2001 | Verbier     | Gigant      | 2:08,79    | +0,07  | Hannes Reiter    |

### Puchar Świata

#### Miejsca w klasyfikacji generalnej
- sezon 2003/2004: 28.
- sezon 2004/2005: 10.
- sezon 2005/2006: 31.
- sezon 2006/2007: 30.
- sezon 2009/2010: 50.
- sezon 2010/2011: 96.

#### Miejsca na podium w zawodach
1. St. Anton – 14 lutego 2004 (zjazd) – 3. miejsce
2. Val Gardena – 18 grudnia 2004 (zjazd) – 3. miejsce
3. Bormio – 29 grudnia 2004 (zjazd) – 1. miejsce
4. Chamonix – 8 stycznia 2005 (zjazd) – 1. miejsce
5. Beaver Creek – 2 grudnia 2005 (zjazd) – 3. miejsce
6. Val d’Isère – 10 grudnia 2005 (zjazd) – 3. miejsce
7. Val Gardena – 16 grudnia 2005 (supergigant) – 1. miejsce
8. Garmisch-Partenkirchen – 23 lutego 2007 (zjazd) – 2. miejsce
9. Kvitfjell – 11 marca 2007 (supergigant) – 1. miejsce